# Paryphoconus neotropicalis
Paryphoconus neotropicalis är en tvåvingeart som först beskrevs av Lane 1948.  Paryphoconus neotropicalis ingår i släktet Paryphoconus och familjen svidknott. Inga underarter finns listade i Catalogue of Life.